# Ерве Буссар
Ерве Буссар (фр. Hervé Boussard, 8 березня 1966 — 26 червня 2013) — французький велогонщик.
Бронзовий призер Олімпійських Ігор 1992 року в роздільній командній гонці.